# Шалаев, Роман Евгеньевич
Роман Евгеньевич Шалаев (9 октября 1992, Черняховск, Калининградская область — 26 июня 2023) — российский офицер Воздушно-десантных войск Российской Федерации, гвардии майор, заместитель командира батальона по военно-политической работе 331 гвардейского парашютно-десантного полка 98 гвардейской воздушно-десантной дивизии. Герой Российской Федерации (2023, посмертно).

## Биография
Родился 9 октября 1992 года в городе Черняховск Калининградской области, в семье военнослужащего. В 1995 году вместе с семьёй переехал на постоянное место жительство в город Чебоксары. Девять классов общеобразовательной школы окончил в чебоксарской школе № 51 (позже — лицей № 4). В 2007 году семья вновь поменяла место жительство, переехав в Московскую область. В городе Кубинка Московской области Шалаев завершил обучение в полной общеобразовательной школе.
В 2009 году по результатам экзаменов был зачислен в Рязанский военный автомобильный институт, позже преобразованный в факультет Омского инженерного института. В 2014 году, окончив высшее военное учебное заведение, получил распределение и направлен командиром взвода в 242 учебный центр подготовки младших специалистов Воздушно-десантных войск в город Омск. В 2019 году приказом командования назначен на должность заместителя командира роты по военно-политической работе.
В 2020 году принимал участие в военной операции Российской Федерации в Республике Сирии. Награждён медалью Жукова.
С апреля 2022 года, на основании добровольного рапорта о переводе в боевые части Вооружённых сил РФ, принимал участие в российском вторжении на Украину. Назначен на должность заместителя командира батальона по военно-политической работе 331 гвардейского парашютно-десантного ударного Костромского полка. 26 июня 2023 года отряд под командованием гвардии майора Шалаева выполнял задачу по захвату опорного пункта противника. По пути к цели была обнаружена группа диверсантов-разведчиков, завязался бой. Ценой собственной жизни, прикрывая отход группы, от прямого попадания снаряда майор Шалаев погиб.

## Память
Похоронен 10 августа 2023 года на федеральном военном мемориале «Пантеон защитников Отечества» в Мытищинском районе Московской области.
Указом Президента Российской Федерации (закрытым) от 2 ноября 2023 года «за мужество и героизм, проявленные при исполнении воинского долга», гвардии майору Роману Евгеньевичу Шалаеву было присвоено звание «Герой Российской Федерации» (посмертно). 23 декабря 2023 года награда была передана родителям и жене военнослужащего в Омском кадетском военном корпусе.
В феврале 2024 года чебоксарскому лицею № 4 было присвоено имя Героя России Романа Шалаева.